# Сёмин, Алексей Владимирович (бизнесмен)
Алексей Владимирович Сёмин (род. 14 октября 1967, Казань) — российский бизнесмен, бенефициар Инвестиционной группы компаний ASG. Рублёвый мультимиллиардер, долларовый миллиардер. Обладая личным состоянием в $1 млрд, занял 113 место в рейтинге российских миллиардеров 2011 (по версии журнала Финанс) и 109 место в рейтинге богатейших бизнесменов России-2011 (по версии журнала Форбс). Лендлорд-рантье, создатель корпорации ASG, во владении которой крупные земельные участки и иные объекты недвижимости в Российской Федерации и за рубежом. Обладатель премии «Меценат года культуры» в 2014 году.

## Биография
Родился 14 октября 1967 года.
В 1990 году окончил Казанский государственный университет по специальности «Научный коммунизм».
В 1993 году стал кандидатом социологических наук, защитив диссертацию по теме «Сущность и содержание понятия „интерес“ в социологии (теоретико-методологический анализ)».
Начиная с 1991 года, работал в сфере ценных бумаг и управления недвижимостью. Руководитель и учредитель группы компаний «Образование».
В 1995—2000 годах — народный депутат Татарстана, член президиума Государственного Совета Республики Татарстан первого созыва и Казанского объединенного Совета народных депутатов.
В 1999 году назначен председателем Комитета Республики Татарстан по делам о несостоятельности и финансовому оздоровлению, одновременно был заместителем руководителя Поволжского межрегионального комитета Федеральной службы по делам о несостоятельности.
Вернувшись в 2006 году с государственной службы в бизнес, возглавил Совет директоров Холдинговой компании «Единая арендная система».
С 2008 года возглавляет Совет директоров "УК «АС Менеджмент» — компании, управляющей основными активами ASG.
2 апреля 2015 года Сёмин был объявлен Следственным комитетом РФ в розыск в рамках расследования уголовного дела, возбужденного по факту пожара в казанском ТЦ «Адмирал» 11 марта того же года, в результате которого погибли 17 человек. 20 ноября Верховный суд Татарстана оставил без удовлетворения ходатайства следствия о заочном аресте Сёмина.
4 декабря 2015 года постановлением Следственного управления Следственного комитета по Республике Татарстан уголовное преследование Алексея Сёмина в рамках расследования по факту пожара в торговом центре «Адмирал» прекращено по основанию, предусмотренному п. 1 ч. 1 ст.27 УПК РФ, то есть за непричастностью к совершению преступления. В соответствии со ст. 134 УПК РФ за А. В. Сёминым признано право на реабилитацию.
9 июня 2021 года Верховный Суд Республики Татарстан отменил обвинительный приговор по части 3 статьи 238 УК РФ гендиректору УК «АС Менеджмент» Роберту Хайруллину за отсутствием в его деяниях состава преступления.
Прокуратура Республики Татарстан не согласилась с данным решением и подала кассационное представление в Шестой кассационный суд общей юрисдикции в Самаре. 11 февраля 2022 года в Самаре Шестой кассационный суд вынес новое решение по делу о пожаре в казанском ТЦ «Адмирал» и оставил оправдательный приговор в силе.

## Политическая и предпринимательская деятельность
В 1995 году вошел в состав Государственного Совета Республики Татарстан первого созыва и Казанского объединенного Совета народных депутатов. В 1999 году назначен председателем Комитета Республики Татарстан по делам о несостоятельности и финансовому оздоровлению.
С 14 октября 1991 года — учредитель и руководитель акционерного общества «Образование». Постепенно расширяющаяся деятельность привела к появлению группы «Образование», в которую вошли более десятка компаний, работающих в сферах инвестиционной деятельности и ценных бумаг, недвижимости и строительства, консалтинга и брокериджа.
С 2006 года — председатель совета директоров холдинговой компании «Единая арендная система» (ЕАС).
С 2007 года — председатель совета директоров Управляющей компании «АС Менеджмент».
С 2010 года — председатель Совета директоров Инвестиционной группы компаний ASG. По итогам 2011 года Сёмин по версии журнала Форбс входил в 30-ку крупнейших рантье России и занимает 113 место в рейтинге миллиардеров по версии журнала Финанс. По версии журнала Форбс занимал 109 позицию в рейтинге 200 богатейших бизнесменов России 2011
Увлекается коллекционированием предметов искусства. В 2010 году создал Международный институт антиквариата. В конце мая 2011 г. в здании Поволжского антикризисного института (Сибирский тракт, 34) открыл Выставочный центр Международного института антиквариата ASG.

## Состояние
| Показатель        | 2011  |
| ----------------- | ----- |
| Состояние ($ млн) | 950,0 |
| Место (в России)  | 109   |